# Geografie Itálie

Topografie

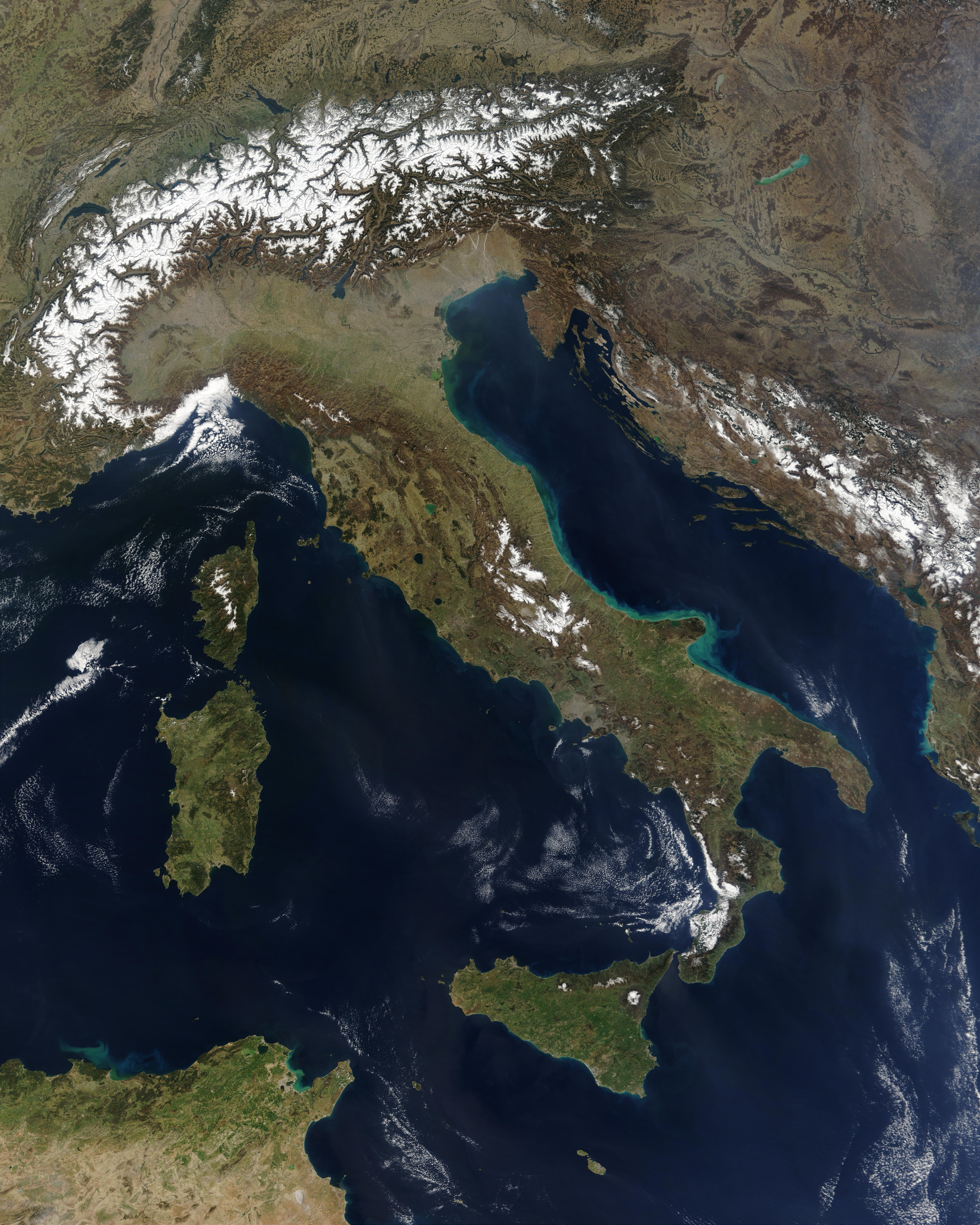
Itálie z vesmíru

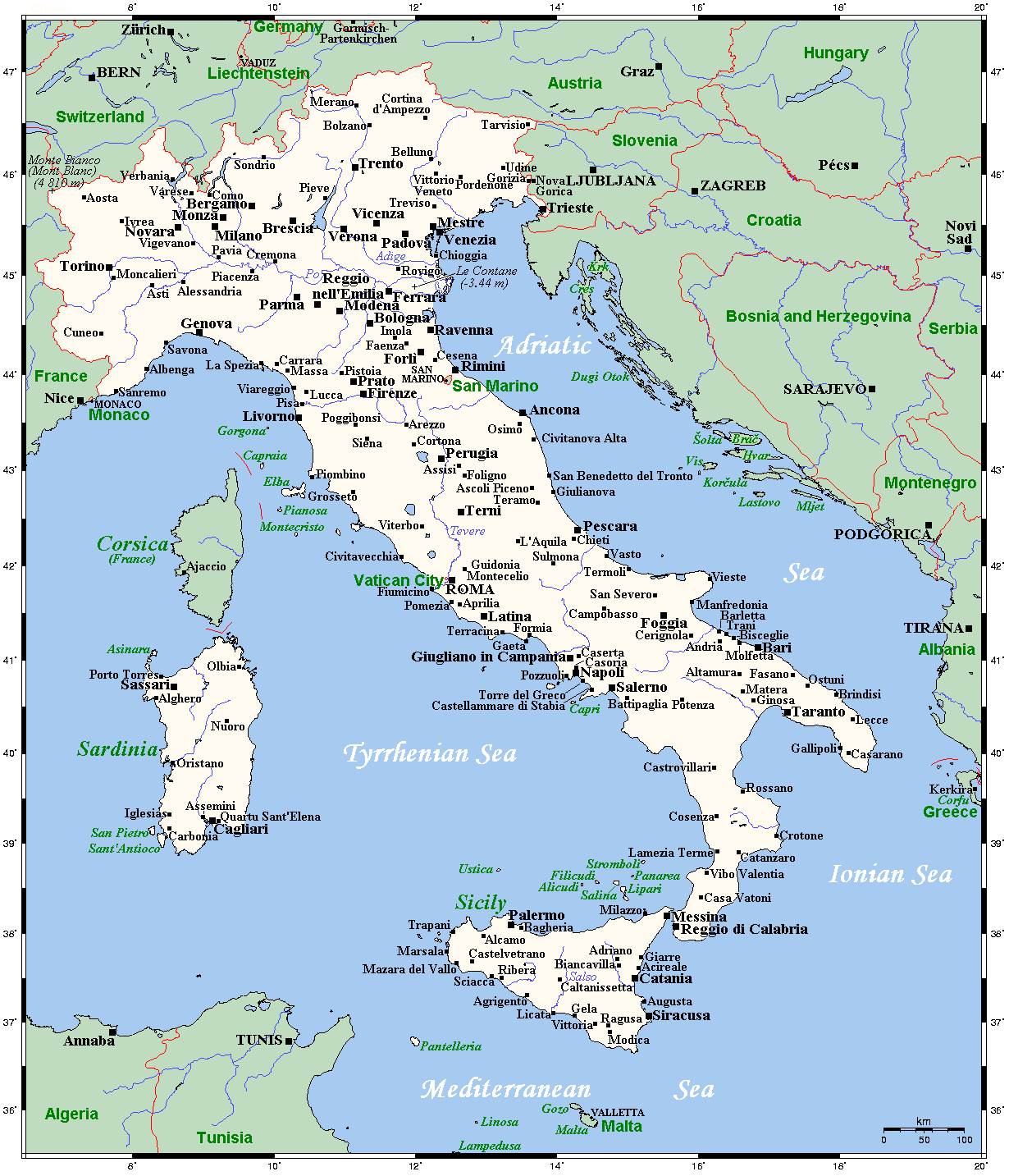
Italská města

Itálie se rozkládá v jižní Evropě a zahrnuje Apeninský poloostrov, oblast mezi Alpami a Apeninským poloostrovem a také mnoho ostrovů, včetně Sicílie a Sardinie. Celková rozloha Itálie je 301 230 km2, z toho 294 020 km2 zabírá země a na 7 210 km2 se rozkládá voda.
Itálie hraničí se Švýcarskem (740 km dlouhá hranice), Francií (488 km), Rakousko (430 km) a se Slovinskem (232 km). Itálie také zcela obklopuje státy San Marino (39 km dlouhá hranice) a Vatikán (0,44 km).

## Zeměpisné dělení Itálie
Itálii lze fakticky rozdělit do tří částí:

### Kontinentální Itálie
Je tvořena Pádskou nížinou a Alpami, kdy na jihu je ohraničena pomyslnou čárou mezi městy La Spezia a Rimini.

### Apeninský poloostrov
Nejjižnějším výběžkem pevninské Itálie je městečko Melito v Kalábrii.

### Italské ostrovy
Itálie má spoustu ostrovů, dva největší jsou Sicílie a Sardinie.
5 největších ostrovů Itálie:
- Sicílie (25 707 km²)
- Sardinie (24 090 km²)
- Elba (223 km²)
- Ostrov S. Antioca (108,9 km²)
- Pantelleria (83 km²)

Ostatní italské ostrovy jsou podstatně menší. Jsou seskupeny do následujících souostroví:
- Souostroví v zálivu Spezia – ostrovy Palmaria, Tino a Tinnetto
- Toskánské ostrovy – Severní část souostroví tvoří Elba, Capraia, Gorgona. Jižní část tvoří Pianosa, Montecristo, Giannutri a ostrov Giglio. V souostroví se nalézá také mnoho malých ostrůvků – Cerboli, Palmaiola, Formica Grosseto, Formica di Burano, Formica Monte Cristo
- Sopečné ostrovy – Ischia, Procida, Capri, Ponza, Palmarola, Zannone a Ventotene

## Pohoří

### Hory
Hlavními horskými pásmy Itálie tvoří Alpy a Apeniny, které vznikaly za druhohor a třetihor. Alpy se načínají zvedat v severní části Pádské nížiny a táhnou se podél západní, severní i východní hranice země (cca 1000 km). Alpy mají mnoho vrcholů, které jsou vysoké přes 4000 metrů. Mezi ně se řadí Monte Rosa (4 634 metrů nad hladinou moře), Matterhorn (4478 metrů) a Mont Blanc, jenž je s 4 808 metry považován za nejvyšší vrchol Evropy (tento titul však bývá připisován i kavkazskému vrcholu Elbrus).
Apeniny se rozléhají na jihu od Pádské nížiny na Apeninském poloostrově od Ligurie až na Sicílii. Výškově jsou Apeniny podstatně menší než Alpy. Nejvyšší horou je Gran Sasso s výškou 2912 metrů.

#### Sopky
V Itálii se nachází mnoho sopek: Etna (3 403 m - nejvyšší činná sopka Evropy), Vulcano, Stromboli a Vesuv (jediná aktivní sopka na Evropské pevnině)

### Kopce
Kopce pokrývají většinu území Itálie. Pásma kopců jsou rozmístěna hlavně na úbočích Apenin a také v podhůří Alp. Jejich výška nepřesahuje 800 metrů nad hladinou moře.

### Roviny
Italské roviny zabírají pouze 23,3 % celkové rozlohy země. Rozkládají se hlavně na pobřeží a v ústí řek. Největší roviny Itálie je Pádská nížina, ve které tečou vody řeky Pád a jejích přítoků.
Italské roviny se dělí na nížiny Pádského typu a vysoké roviny, které se nachází v Alpách a Apeninách.
Italské roviny mají různý původ:
- Lužní původ – tvoří je usazeniny, které se postupně ukládají podél toků řek.
- Druhým původem jsou plochy zarovnané mořskou vodou.
- Sopečný původ – takto vznikly roviny, kdy při výbuchu sopky byla zasypána údolí v okolí sopečným popílkem.

## Vodstvo

### Řeky
Většina z Italských řek odtéká buď do Jaderského moře (např. Pád, Piava, Adiže, Reno), nebo do Tyrhénského moře (jako Arno, Tiber a Volturno), ačkoli vody z některých příhraničních oblastí (Livigna v Lombardii) ústí do Černého moře přes povodí Drávy, která je přítokem Dunaje, a vody z jezera Lago di Lei v Lombardii ústí do Severního moře přes povodí Rýna.

### Jezera
Itálie má přes 1000 jezer, kdy velká část z nich byla vytvořena uměle.
V podhůří Alp se nalézá mnoho jezer ledovcového původu, například jezero Maggiore, jezero Como (které je nejhlubším v Itálii, kdy hloubka tohoto jezera je 410 metrů) a Gardské jezero (největší Italské jezero). V Itálii jsou také pobřežní jezera, například jezero Lesina, které je odděleno od moře pouze úzkým pruhem země. Jezera sopečného původu vznikla v kráterech po vyhaslých sopkách (Bolsenské jezero, jezero Vico, jezero Bracciano (jezero))

### Moře a pobřeží
Včetně ostrovů má italské pobřeží délku 7 600 km. Itálie je obklopena Jaderským, Jónským, Tyrhénským a Ligurským mořem.